# Earias crocea
Earias crocea är en fjärilsart som beskrevs av Paul Mabille 1899. Earias crocea ingår i släktet Earias och familjen trågspinnare. Inga underarter finns listade i Catalogue of Life.